# Aaahh Belinda
Aaahh Belinda és una pel·lícula de comèdia fantàstica turca de 1986, dirigida per Atıf Yılmaz, amb Müjde Ar com una jove actriu que apareix en un comercial de televisió per a un xampú, que es veu transportada al paper que interpreta. La pel·lícula es va projectar en competició al 23è Festival Internacional de Cinema d'Antalya, on va guanyar Golden Oranges a la millor pel·lícula, millor director i millor actriu.

## Sinopsi
Serap, una jove actriu amb una personalitat forta i vivac i amb especial antipatia per la vida familiar de classe mitjana, participa en un anunci de televisió d'un xampú comercialitzat recentment, "Belinda". Interpreta el paper d'una mestressa de casa típica anomenada Naciye. Durant un dels assajos, de sobte descobreix que l'escenari ha desaparegut, la tripulació ha desaparegut i tots els elements del guió s'han fet reals. Ara "és" Naciye. Ja ningú no la reconeix com a Serap. Encara pitjor, la seva família creu que pateix depressió, mentre que Serap intenta desesperadament demostrar el contrari.

## Repartiment
- Müjde Ar - Serap
- Yılmaz Zafer- Suat
- Macit Koper - Hulusi
- Güzin Özipek
- Füsun Demirel - Feride
- Tarık Papuççuoğlu
- Mehmet Akan
- Leven Yılmaz
- Factş Sezer
- Burçak Çerezcioğlu - nena de la família